# Ixora katchalensis
Ixora katchalensis är en måreväxtart som beskrevs av T.Husain och S.R.Paul. Ixora katchalensis ingår i släktet Ixora och familjen måreväxter. Inga underarter finns listade i Catalogue of Life.